# Xestospongia bocatorensis
Xestospongia bocatorensis är en svampdjursart som beskrevs av Díaz, Thacker, Rützler och Piantoni 2007. Xestospongia bocatorensis ingår i släktet Xestospongia och familjen Petrosiidae. Inga underarter finns listade i Catalogue of Life.